# FK Karpati Lviv
A Karpati Lviv (ukránul: Футбольний клуб Карпати Львів, magyar átírásban: Futbolnij Klub Karpati Lviv) egy ukrán labdarúgócsapat Lvivben, Ukrajnában. Jelenleg az ukrán élvonalban szerepel.
A csapat jelenlegi nevét a város közelében húzódó Kárpátokról kapta, legnagyobb sikerét 1969-ben aratta, amikor megnyerte a szovjet labdarúgókupát.

## Korábbi nevei
- 1963–1982: Karpati Lvov
- 1981–1988: SZKA Karpati Lvov (az SZKA CSZKA Lvovval történt egyesülés után)
- 1989–1992: Karpati Lvov (újraalapítás)

1992 óta jelenlegi nevén szerepel.

## Története

### A klublapítás évei (1963–1968)
Egy új városi labdarúgócsapat ötletetét a Lvovszilmas veterán labdarúgóinak egy csoportja vetette fel, majd 1963. január 18-án megalapították a Karpati Lvovot. A szovjet harmadvonalban kezdte meg szereplését, ahonnan négy szezont követően sikeresen feljutott a másodosztályba.

### A szovjetkupa-győzelem és az első nemzetközikupa-szereplés (1968–1970)
Az első nagy siker nem váratott magára hosszú ideig. A másodosztályban vitézkedő Karpati bravűros sorozatot produkált a szovjet kupa 1969-es kiírásában, és egészen a döntőig menetelt, ahol az 1960-as évek egyik legjobb csapatával, az SZKA Rosztov-na-Donuval találkozott. Az 1969. augusztus 17-én rendezett kupadöntőn 0–1-es félidőt követően 2–1-es Karpati-diadal született.
A következő idényben a nemzetközi kupák porondjára lépett. Az 1970–71-es KEK-sorozat 1. fordulójában a román Steaua București ellen hazai pályán 1–0-s vereséget szenvedett, így a Bukarestben elért 3–3-as döntetlen a búcsút jelentette.

### Először a szovjet élvonalban (1971–1977)
1971 és 1977 között megszakítás nélkül a szovjet élvonalban szerepelt. A többnyire a középmezőnyben vitézkedő Karpati 1975-ben a 6., majd az 1976-os év tavaszi, majd az őszi bajnokságában is a 4. helyén zárt, utóbbin az utolsó fordulóban elveszített Zenyit elleni hazai mérkőzésig ezüstérmes pozícióban állt.
A sikerek ellenére 1977-ben 15., kieső helyen búcsúzott el az első osztálytól.

### Újra az élvonalban
A másodosztályban mindössze két idényt töltött, mialatt újra közel került 1969-es nagy sikeréhez. 1979-ben a szovjet kupa elődöntőjéig menetelt, majd a Moszkvában rendezett találkozón a rendes játékidőben 1–1-es döntetlent ért el a Gyinamo Moszkva ellenében. A továbbjutásról egy a hosszabbításban büntetőből szerzett találat döntött a patinás fővárosi klub javára.
Az első osztályban csak egy szezont töltött, és 17. helyen végleg elbúcsúzott a szovjet élmezőnytől.

### SZKA Karpati (1981–1988)
A Karpati vesszőfutása az élvonalbeli búcsúval nem ért véget, a klubot 1981-ben a megszűnés fenyegette, ezért év végén egyesült a város katonai csapatával, a CSZKA Lvovval, majd felvette az SZKA Karpati nevet.
Az egyesült csapat a másodosztályban folytatta szereplését, ahol 1988-as feloszlásáig folyamatosan szerepelt.

### Újra Karpati Lvov (1989–1992)
Az 1988-as szezont követően az SZKA Karpati csapata feloszlott, a klubot 1989. január 5-én régi nevén szervezték újjá és Ukrajna függetlenségéig a szovjet harmadvonalban szerepelt.

### Ukrán labdarúgó-bajnokságokban (1992 óta)
Az ukrán függetlenséget követően megalakult nemzeti labdarúgó-szövetség a Karpatit az élvonalba sorolta be.
A főleg a középmezőnyhöz tartozó csapat 1993-ban kupadöntőt játszott, majd az 1993–94-es KEK-sorozat selejtezőjében leszerepelt az ír Shelbourne FC ellenében: a hazai 1–0-s győzelmet követően Dublinban 3–1-es vereséget szenvedett.
Az ukrán bajnokságban az 1997–98-as szezonban az ukrán első osztály bronzérmesként zárt, 1999-ben pedig újra ukránkupa-döntőt játszott.
Az elért kisebb sikerek ellenére a Karpati fokozatosan a tabella második felébe szorult, majd 2004-ben – két idény erejéig – elbúcsúzott az élvonaltól.

## Keret
2017. szeptember 15-i állapotnak megfelelően.
| #  |     | Poszt | Név                                               |
| -- | --- | ----- | ------------------------------------------------- |
| 1  | UKR | K     | Roman Pidkivka                                    |
| 3  | UKR | V     | Olekszandr Oszman (kölcsönben a Dinamo Kijiv-től) |
| 4  | ARG | V     | Federico Pereyra                                  |
| 5  | UKR | V     | Andrij Neszterov                                  |
| 7  | UKR | KP    | Pavlo Kszjonz                                     |
| 9  | UKR | CS    | Olekszij Huculjak                                 |
| 10 | COL | KP    | Jorge Carrascal (kölcsönben a Sevilla-tól)        |
| 11 | UKR | KP    | Ambroszij Csacsua                                 |
| 14 | SPA | KP    | Mario Arqués                                      |
| 16 | UKR | KP    | Ihor Hudobjak ()                                  |
| 17 | UKR | KP    | Oleh Hologyuk                                     |
| 19 | UKR | CS    | Redvan Memesev                                    |
| 20 | ARG | CS    | Francisco Di Franco (kölcsönben a Lemeszú-tól)    |
| 21 | UKR | CS    | Olekszandr Hladkij                                |
| 22 | UKR | KP    | Andrij Buszko                                     |

| #  |     | Poszt | Név                   |
| -- | --- | ----- | --------------------- |
| 23 | UKR | K     | Roman Miszak          |
| 28 | ARG | KP    | Fernando Tissone      |
| 33 | UKR | KP    | Szerhij Mjakusko      |
| 35 | UKR | CS    | Marjan Sved           |
| 44 | UKR | V     | Artem Fedeckij        |
| 48 | UKR | KP    | Dmitro Kljoc          |
| 54 | UKR | V     | Oreszt Lebedenko      |
| 70 | UKR | V     | Ivan Lobaj            |
| 73 | UKR | KP    | Tarasz Zavijszkij     |
| 74 | UKR | V     | Nazar Vizdrik         |
| 79 | UKR | CS    | Leonyid Akulinyin     |
| 87 | ARG | V     | Guido Corteggiano     |
| 93 | UKR | CS    | Roman Debelko         |
| 94 | UKR | V     | Denisz Mirosnyicsenko |

## Sikerei
Szovjetunió
- Szovjetkupa-győztes: 1 alkalommal (1969)

Ukrajna
- Ukrán bronzérmes: 1 alkalommal (1998)
- Ukránkupa-döntős: 2 alkalommal (1993, 1999)

## Eredmények

### Európaikupa-szereplés

#### Összesítve
| Kupa                        | J | GY | D | V | LG–RG |
| --------------------------- | - | -- | - | - | ----- |
| Kupagyőztesek Európa-kupája | 4 | 1  | 1 | 2 | 5–7   |
| Összesítve                  | 4 | 1  | 1 | 2 | 5–7   |

#### Szezonális bontásban
| Idény     | Kupa                        | Forduló    | Klub             | 1. mérk. | 2. mérk. |
| --------- | --------------------------- | ---------- | ---------------- | -------- | -------- |
| 1970–1971 | Kupagyőztesek Európa-kupája | 1. forduló | Steaua București | 0–1      | 3–3      |
| 1993–1994 | Kupagyőztesek Európa-kupája | Selejtező  | Shelbourne       | 1–0      | 1–3      |

Megjegyzés: Az eredmények minden esetben a Karpati Lviv szemszögéből értendőek, a félkövéren jelölt mérkőzéseket pályaválasztóként játszotta.